# Patiyana coccorum
Patiyana coccorum är en stekelart som beskrevs av Boucek 1990. Patiyana coccorum ingår i släktet Patiyana och familjen puppglanssteklar.
Artens utbredningsområde är Bangladesh. Inga underarter finns listade i Catalogue of Life.